# Wet arbeidsongeschiktheidsvoorziening jonggehandicapten
De Wet arbeidsongeschiktheidsvoorziening jonggehandicapten (Wajong 2015) is een Nederlandse volksverzekering. De verzekering keert uit aan een verzekerde indien deze voor zijn achttiende verjaardag arbeidsongeschikt is geworden, en dat op zijn achttiende verjaardag nog steeds is. De verzekering geldt ook voor wie tussen zijn achttiende en dertigste verjaardag arbeidsongeschikt is geworden en minstens zes maanden studeerde in het jaar onmiddellijk voorafgaande aan de dag van arbeidsongeschikt worden. De wet is de opvolger van de Wet werk en arbeidsondersteuning jonggehandicapten (Wet Wajong, Wajong). De eerste versie van de wet is in 1998 ingegaan en de wet geldt niet voor oude gevallen, dus de uitkeringsgerechtigden zijn geboren na 1967. Voor nieuwe gevallen geldt de wet slechts voor wie jonggehandicapt is en om medische of arbeidskundige redenen geen perspectief heeft op een gewone baan, ook niet met ondersteuning. De uitkering is 75% van het wettelijk minimumloon.

## Oude Wajong
Voor oude gevallen (van voor 2010) geldt nog de oude regeling. Degenen die jonger zijn dan 50 jaar zijn of worden herkeurd, die van 50 jaar en ouder niet.

### Uitkeringsbasis
De basis voor de uitkering is het minimumloon. De hoogte van de uitkering wordt bepaald op basis van het percentage van arbeidsongeschiktheid:
- minder dan 25% arbeidsongeschikt
- tussen 25% en 50% arbeidsongeschikt
- tussen 50% en 80% arbeidsongeschikt
- meer dan 80% arbeidsongeschikt

Mensen die minder dan 25% arbeidsongeschikt zijn kunnen geen beroep doen op de wajong-uitkering. Mensen die tussen 25% en 80% arbeidsongeschikt zijn kunnen een beroep doen op een deel van de wajong-uitkering. Mensen die meer dan 80% arbeidsongeschikt zijn hebben recht op de volledige wajong-uitkering. De volledige wajong-uitkering bedraagt 75% van het minimumloon. Per 1 juli 2007 werd deze uitkering verhoogd van 70% van het minimumloon. Het inkomen van een eventuele partner en vermogen zijn niet van invloed op de hoogte van de uitkering.
Om voor een verhoogde uitkering (volledig minimumloon) in aanmerking te komen moeten mensen volledig arbeidsongeschikt en tevens hulpbehoevend of/en niet zelfstandig zijn.

### Werk
Uitkeringsgerechtigden mogen bijverdienen naast de wajong-uitkering. De grens van het bijverdienen wordt bepaald door de hoogte van de wajong-uitkering. Bij volledige uitkering mag maximaal 20% van het minimumloon bijverdiend worden.
Terwijl men het recht op een uitkering behoudt, kunnen wajong-gerechtigden zelf het initiatief nemen om een baan te vinden. Er bestaan speciale regelingen voor deze groep wajongers. Bij een terugval qua arbeidsgeschiktheid krijgt men de wajong-uitkering terug. Werkgevers hoeven over de eerste vijf jaar geen ziektewetkosten te betalen als een wajonger in dienst wordt genomen. Om de drempel voor een daadwerkelijke indiensttreding te verlagen kan de werkgever een wajonger eerst een zogenaamde proefplaatsing aanbieden. Bij een dergelijke proefplaatsing hoeft de werkgever maximaal 6 maanden (standaard is 2 maanden) geen loon te betalen aan de werknemer. De uitbetaling uitkering loopt gedurende de proefplaatsing door. Werkgever is wel verplicht de Wajongere te laten vallen onder de dekking van de aansprakelijkheidsverzekering van werkgever. Ook is de werkgever na de proefplaatsing bij gebleken geschiktheid verplicht om de Wajonger een contract voor minimaal 6 maanden aan te bieden. Indien de wajonger in verhouding tot andere werknemers minder presteert, is er ook nog loondispensatie mogelijk. Voor wajongers is er ook een speciale belastingaftrek.
De wajong is tevens bedoeld voor mensen die hulp nodig hebben bij het vinden en/of behouden van een werkplek. Dikwijls bemoeilijkt de wajong-regeling het vinden van een betaalde baan, aangezien de wajong-uitkering vaak hoger is dan wat de wajonger zou verdienen in een reguliere dienstbetrekking. Daarom is re-integratie een blijvend aandachtspunt.

### Uitkering
In de praktijk krijgt 98% van de jonggehandicapten de volledige uitkering, terwijl slechts 2% een gedeeltelijke uitkering ontvangt. In een aantal gevallen wordt het maatmanloon aangepast tot 1,5 keer het minimumloon als de jonggehandicapte een hbo- of een wo-diploma heeft behaald.
De regeling wordt uitgevoerd door het UWV.

## Aantal wajongers
Volgens gegevens van het CBS is het aantal wajongers gestegen van 113.530 in januari 1998 naar 195.520 per november 2010. Van alle wajongers is 55% man en 45% vrouw. De instroom in de Wajong-regeling bedroeg in 2010 ongeveer 16.500 personen, dit was een verviervoudiging van de instroom in de voorganger van de Wajong (de AAW, tot 1998). De zeer sterke stijging van de instroom sinds 2004 hangt volgens de onderzoekers van het Centraal Planbureau zeer nauw samen met de decentralisering van de bijstand naar gemeenten. Onder de huidige opzet hebben de gemeenten een financiële prikkel om zo veel mogelijk te besparen op de bijstand. Een eventueel overschot op het bijstandbudget mogen zij houden en gebruiken voor andere doeleinden. Het succes van de daling van het aantal bijstandsuitkeringen is voor een substantieel te verklaren door de overheveling naar de Wajong, die in werking is getreden in 1998.

## Geschiedenis

### 1998
De Wet van 24 april 1997, houdende voorziening tegen geldelijke gevolgen van langdurige arbeidsongeschiktheid voor jonggehandicapten (Wet arbeidsongeschiktheidsvoorziening jonggehandicapten) was de opvolger van de AAW en trad op 1 januari 1998 in werking.

### 2009
De Wet van 3 december 2009 tot wijziging van de Wet arbeidsongeschiktheidsvoorziening jonggehandicapten in verband met het bevorderen van de participatie van jonggehandicapten door werk en arbeidsondersteuning wijzigde deze wet, inclusief de citeertitel; deze werd Wet werk en arbeidsondersteuning jonggehandicapten. De term Wet Wajong wordt (enigszins verwarrend) zowel gebruikt voor deze wijzigingswet als voor de nieuwe versie.

### 2013
Vanaf 1 januari 2013 kon iemand die onder de oude Wajong viel vrijwillig overstappen naar de nieuwe Wajong. De regering verwacht dat een deel van de oude Wajongers die nu al aan het werk is dit zal doen omdat deze een gunstiger verrekeningssystematiek heeft. Het is wel zo dat men dan niet meer terug kan naar de oude Wajong.

### 2015
De Invoeringswet Participatiewet vanaf 1 januari 2015 heeft de naam van de wet gewijzigd in Wet arbeidsongeschiktheidsvoorziening jonggehandicapten, ook wel Wajong 2015 genoemd. De wet geldt sindsdien alleen nog voor duurzaam volledig arbeidsongeschikte jonggehandicapten. Het zittend bestand Wajong wordt beoordeeld op arbeidsvermogen. Een jonggehandicapte viel vanaf de ingangsdatum onder de Participatiewet, en kreeg dus te maken met de afhankelijkheid van de uitkering van het inkomen van een eventuele partner, en met de vermogenstoets. Inmiddels is overeengekomen dat dit niet gaat gelden voor oude gevallen.

### 2018
Herkeurde Wajongers met arbeidsvermogen krijgen per 1 januari 2018 een Wajong-uitkering van 70% van het wettelijk minimumloon en gaan niet over naar de bijstand. Mensen die duurzaam geen arbeidsvermogen hebben, blijven in de 'oude wajong' en behouden een uitkering op 75% van het wettelijk minimumloon.